# Rondomedia
Rondomedia Marketing & Vertriebs GmbH — немецкая компания по издательству компьютерных игр. В основном компания работает в нижнем или среднем ценовом сегменте.

## История компании
Rondomedia была основана Андре Францманном, который до сих пор является основным акционером компании. Францманн возглавлял компанию до 2014, после чего управляющий директор Кристина Клосс взяла на себя всю ответственность.
Большая часть Rondomedia также включает издателя astragon Software GmbH и New Planet Distributions GmbH. В конце июля 2015 года компания была реорганизована и в качестве будущего названия группы компаний, было выбрано название дочерней компании Astragon.
Rondomedia стала носить новое название astragon Sales & Services GmbH. В основном, эта компания координирует розничную деятельность группы. В рамках реструктуризации astragon Software GmbH стала носить название astragon Entertainment GmbH, развитие и публикация деятельность astragon были объединены здесь.
Новый логотип и новый CI, которые были впервые представлены на Gamescom 2015, завершили реструктуризацию.
Первоначальная корпоративная цель компании состояла в том, чтобы установить казуальные игры и вторичный маркетинг в рамках среднего ценового сегмента немецкого игрового рынка. В 1998 году компания вступила в партнёрские отношения с американским издательством eGames (включая eGames Mahjongg Master), для которого Rondomedia переняла издательство на немецком рынке. Сотрудничество было продолжено в 2003 году, до тех пор Rondomedia распространила около миллиона игр от eGames около трети из которых приходились на разные версии Mahjongg Master. Дальнейшее сотрудничество было заключено с Atari, Ubisoft, THQ, Square Enix, Daedalic и другими издательскими партнёрами, среди прочих, чьи игры Rondomedia в Германии заняли маркетинг в бюджетной сфере (лучшие в серии). Rondomedia продолжала создавать серию игр под названием Play & Smile, в то время как astragon продавал серию игр Big Fish Games.
С 2008 года компания получила выгоду от растущего успеха симуляторов, таких как Farming Simulator и Construction Simulator. По собственным данным была открыта новая целевая группа в основном мужчины в возрасте 35 лет и старше, которые не получали внимания от ведущих производителей игр. Они были учтены по принципам неторопливой игры, технической симуляции низкими системными требованиями к играм и низкой ценой. С другой стороны, игры были не очень хорошо приняты в специальной прессе, так как не могли конкурировать с крупными производителями ни с точки зрения стоимости разработки, ни по дизайну принципа игры. По состоянию на 2010 это были сравнительно дешёвые в разработке игры с объёмами продаж, как правило, от 50 000 тысяч до пика в 250 000 тысяч экземпляров, до начала вторичного маркетинга. С 2012 года компания начала сокращать бизнес вторичного маркетинга и распространения названия лицензий, чтобы сосредоточиться на международном маркетинге собственных собственных изданий, особенно в области симуляторов. Сегодня компания в основном работает издателем в сфере игр игр-симуляторов и казуальных игр для платформ Windows, MacOS, IOS и Android. Компания продаёт продукцию через розничные магазины, а также по всему миру по средствам онлайн дистрибуции. С апреля 2012 года компания сотрудничает с сайтом simuwelt.de. Сайт представляет собой торговую, развлекательную и новостную платформу для любителей игр-симуляторов. В июле 2015 года компания была переименована в Astragon-Gruppe.

## Изменение имени
23 июля 2015 года бывшая rondomedia Marketing & Vertriebs GmbH была переименована в astragon Sales & Services GmbH. astragon Software GmbH с тех пор назывался astragon Entertainment GmbH. Основанием для этого выступило решение двух издателей rondomedia и astragon выступить в качестве astragon Gruppe и таким образом добиться равномерного присутствия на рынке. Обладая общим названием и логотипом astragon мы концентрируемся на рынке в области технических и повседневных симуляторов, которыми уже была известна бывшая astragon Software GmbH. В то время как astragon Sales & Services в будущем сосредоточиться на дистрибуции в регионе Германия - Австрия - Швейцария, все игры будут опубликованы издательством astragon Entertainment. Международный маркетинг игр и брендов также будет проводиться с Astragon Entertainment GmbH.

## Игры (не полный список)
| - 18 Wheels of Steel (Windows) - ABC-Schutz-Simulator (Windows) - ADAC: Die Simulation (Windows) - Airport-Simulator 2013 (Windows) - Baumaschinen-Simulator 2012 (Windows, Mac) - Der Planer 4 (Windows) - Der Planer 5 – Der Logistik-Manager (Windows) - Der Planer Städtebau (Windows, Mac) - Der Planer Landwirtschaft (Windows, Mac) - Der Planer Industrie-Imperium (Windows) | - DIG IT! - A Bagger Simulator (Windows) - Euro Truck Simulator (Windows) - Euro Truck Spezial: Lkw-Rangier-Simulator (Windows) - Fairground 2: Der Fahrgeschäfts-Simulator (Windows) - Feuerwehr 2014: Die Simulation (Windows, Mac) - Flughafen-Feuerwehr-Simulator (Windows) - Flughafen-Feuerwehr-Simulator 2013 (Windows, Mac) - German Truck Simulator (Windows) - Gleisbau-Simulator 2014 (Windows) - Großfeuerwerk-Simulator (Windows) | - Harveys neue Augen (Windows) - Logistics Company (Windows) - Police 2 – Recht und Ordnung (Windows) - Polizei – Die realistische Simulation des Deutschen Polizeialltags (Windows) - Polizei 2013 (Windows) - Recycle: Müllabfuhr-Simulator (Windows) - Rescue 2013: Helden des Alltags (Windows) - Rescue: Everyday Heroes US Edition (Windows) - Scania Truck Driving Simulator – The Game (Windows) - THW-Simulator 2012 (Windows) | - Train-Control (iOS и Android) - Truck Racing Simulator (Windows) - Truck-Simulator World-Edition (Windows) - Werk-Feuerwehr-Simulator 2014 (Windows) - Rettungsdienst-Simulator 2014 (Windows, Mac) - Schiff-Simulator: Die Seenotretter (Windows) - Schwebebahn-Simulator 2013 (Windows, Mac, Wii U) - The Hunter (Windows – Онлайн) - Virtual Rides 2 (Windows) |